# Церковь архидьякона Стефана за Яузой
Церковь архидьякона Стефана за Яузой, Церковь Стефана Архидиакона на Швивой горке — храм Русской православной церкви, построенный в Москве в конце XVII века и снёсенный в 1932 году. Место: совр. Москва, ул. Яузская, сквер рядом с высоткой.

## История
Церковь архидьякона Стефана за Яузой была построена в конце XVII столетия. В ней были освящены три престола: Архидиакона Стефана, Николая Чудотворца и мучеников Мины, Виктора и Викентия. О церкви сохранилось мало данных. Известно, что она была небольшой церковью небогатого прихода. Она располагалась непосредственно за мостом через Яузу, на небольшой площади, от которой ответвляются несколько улиц — Яузская, Николоямская и др.
В начале 1930-х годов московские власти решили закрыть и снести церковь. В её защиту выступил известный архитектор П. Д. Барановский, который сумел спасти некоторые её изразцы. Весной 1932 года церковь снесли. Длительное время на её месте был пустырь. В настоящее время о существовании церкви напоминает памятный крест.
Последним настоятелем церкви перед её закрытием был иерей Парфений Грузинов, родившийся в 1874 году. 19 февраля 1938 года он был осужден тройкой при УНКВД СССР по Московской области и расстрелян на Бутовском полигоне спустя восемь дней. 13-16 августа 2000 года был канонизирован Архиерейским Собором Русской Православной Церкви «…как священномученик священник Парфений Грузинов».